# Бледюк, Василий Фёдорович
Василий Фёдорович Бледюк — советский хозяйственный, государственный и политический деятель, Герой Социалистического Труда.

## Биография
Родился в 1932 году в селе Волица. Член КПСС.
С 1953 года — на хозяйственной, общественной и политической работе. В 1953—1989 гг. — бригадир полеводческой бригады колхоза имени Ленина Теофипольского района Хмельницкой области.
Его бригада ежегодно собирала по 40-45 центнеров зерновых, по 450—500 центнеров сахарной свеклы, по 180—200 центнеров картофеля.
Указом Президиума Верховного Совета СССР от 22 декабря 1977 года присвоено звание Героя Социалистического Труда с вручением ордена Ленина и золотой медали «Серп и Молот».
Жил в Хмельницкой области Украины.